# Techint
De Techint groep is een Argentijns-Italiaanse multinational dat bedrijvig is in de olie-, gas-, staal- en technologiesectoren. De groep bestaat uit zes bedrijven en heeft belangen in meer dan honderd bedrijven uit die sectoren. Dochteronderneming Ternium is na Gerdau het grootste staalbedrijf van Latijns-Amerika en ook een van de grotere in de wereld.

## Onderdelen
| Naam        | Omzet          | Werknemers | Activiteit | Capaciteit       |
| ----------- | -------------- | ---------- | --- | ---------------- |
| Tenaris     | ca. € 4,5 mld. | 19.000     | Productie van stalen buizen voor de olie- en gasindustrie in vooral Mexico, Argentinië, Italië, Roemenië, Brazilië en de Verenigde Staten. | 8,5 mln. t/jaar  |
| Ternium     | ca. € 7,7 mld. | 20.000     | Productie van plaatstaal in vooral Mexico, Argentinië, Brazilië en Colombia. Opereert ook twee ijzerertsmijnen. | 12,4 mln. t/jaar |
| Techint E&C | ca. € 729 mln. | 15.000     | Ontwerp en bouw van olie-, gas-, chemische-, energie- en mijnbouwinstallaties, fabrieken, pijpleidingen, infrastructuurwerken en publieke gebouwen. Vooral actief in Latijns-Amerika maar heeft ook kantoren in de VS, Europa, Egypte en India. | —                |
| Tenova      | ca. € 577 mln. | 2300       | Ontwikkelt installaties voor staalfabrieken en mijnen. Hoofdzetel in Italië met vestigingen over heel de wereld. Vooral actief in Europa en Azië.                                                                                               | —                |
| Tecpetrol   | ca. € 1,2 mld. | 3500       | Productie en transport van olie, gas en elektriciteit. | 150.000 BOE/dag  |
| Humanitas   |                | 5300       | Beheert een aantal medische onderzoeksinstellingen en gespecialiseerde ziekenhuizen in Italië. |                  |

## Geschiedenis
De groep werd in 1945 in Milaan gesticht als Compagnia Tecnica Internazionale door Agostino Rocca (1895-1978) die voordien directeur van de Italiaanse buizenfabrikant Dalmine was. De naam werd niet veel later TECHINT, naar de telexcode van het bedrijf. In 1949 opende het bedrijf een gaspijpleiding in Argentinië.
Het bedrijf ging ook staalstructuren, zware machines en machine-onderdelen fabriceren. Techint bouwde twee staalfabrieken in Argentinië en Mexico die in 1954 stalen buizen begonnen te produceren. Eind jaren zestig werd in Argentinië een fabriek geopend die koudgewalste staalplaten produceerde. Dat was de eerste stap om een volledig geïntegreerd staalbedrijf uit te bouwen.
In de jaren tachtig en negentig kocht Techint wereldwijd verschillende staalbuizenproducenten op. Die activiteiten werden ondergebracht in de Tenaris-divisie die eind 2002 naar de beurs werd gebracht. Tenaris is vandaag wereldleider in stalen buizen die voornamelijk in de olie-industrie gebruikt worden. Naast het maken van stalen buizen legt de Techint E&C-afdeling (Engineering and Construction) ook pijpleidingen aan. Ondertussen werden ook overnames gedaan in de vlakstaalsector. Deze activiteiten werden ondergebracht in de divisie Ternium die sinds februari 2006 aan de Beurs van New York noteert.
Ook de activiteiten inzake machinebouw en productiesystemen werden uitgebreid met overnames en samengevoegd in de Tenova-divisie. De olie- en gasactiviteiten zitten in de divisie Tecpetrol dat in de jaren negentig fors investeerde in Argentijne olie- en gasvelden en ook uitbreidde naar andere Zuid-Amerikaanse landen. Midden jaren negentig bouwde Techint Group een ziekenhuis en medische onderzoeksinstelling nabij Milaan in Italië. De gezondheidspoot Humanitas nam sindsdien verschillende privéziekenhuizen over in dat land.